# Guillermo Gaviria Correa
Guillermo Gaviria Correa (Medellín, 27 de noviembre de 1962 - Urrao, 5 de mayo de 2003) fue un político e ingeniero colombiano.
Fue Gobernador del departamento de Antioquia entre el 1 de enero de 2001 y el 21 de abril de 2002. 
Fue secuestrado y asesinado por la guerrilla de las Fuerzas Armadas Revolucionarias de Colombia - Ejército del Pueblo (FARC-EP).

## Biografía
Nació en Medellín, hijo del empresario y periodista Guillermo Gaviria Echeverri, dueño del periódico medellinense El Mundo, y de Adela Correa. Ajeno a la vocación periodística de su familia, Gaviria estudió ingeniería de minas en la Escuela de Minas de Colorado, Estados Unidos. Ejerció profesionalmente en la mina de ferroníquel de Cerro Matoso y posteriormente se convirtió en asesor de temas de infraestructura de varios gobiernos regionales (Cundinamarca, Antioquia) y nacionales (Perú, Colombia).
Entre 1990 y 1992 fue Secretario de Obras Públicas de Antioquia, siendo gobernador el liberal Gilberto Echeverri Mejía y en 1994 ocupó la Secretaría de Minas y Energía, bajo el conservador Juan Gómez Martínez. Ocupó la dirección del Instituto Nacional de Vías (Invías), durante el final del mandato del presidente César Gaviria y casi todo el de Ernesto Samper, gestión que fue reconocida por la Federación Internacional de Carreteras. En el año 2000 es elegido Gobernador de Antioquia representando al Partido Liberal, y toma posesión el 1 de enero de 2001. Reconocido como uno de los mejores mandatarios regionales del país, Gaviria empieza a proyectarse como una figura política nacional, impulsando entre otros temas, el de la No violencia, inspirado en Gandhi.

## Secuestro y asesinato
El 21 de abril de 2002, mientras participaba en una marcha simbólica por la paz y el movimiento de la No violencia hacia el municipio de Caicedo, occidente del departamento de Antioquia, de la cual también participaba el líder de dicho movimiento y activista por los derechos civiles Bernard Lafayette y otros activistas y representantes de organizaciones internacionales en pro de la paz, Gaviria fue secuestrado por guerrilleros del Frente 34 de las FARC-EP junto a su antiguo jefe, y entonces asesor de paz de la gobernación, Gilberto Echeverri Mejía y el entonces capellán de la gobernación, Carlos Yepes, quien fue liberado al día siguiente. Este hecho, así como el secuestro de los diputados del Valle del Cauca ocurrido diez días antes, fueron duramente criticados al entonces presidente Andrés Pastrana Arango por parte de la opinión pública, por diversas entidades territoriales y sectores del Congreso de la República. Se desata entonces un movimiento nacional e internacional exigiendo la liberación de los dos dirigentes políticos. Fue postulado junto a su esposa al Premio Nobel de la Paz 2003 por Glenn D. Paige, director del Centro para la No violencia Global.
Poco más de un año después, el 5 de mayo de 2003, Gaviria, Echeverri y ocho militares, con quienes compartían cautiverio, fueron asesinados con ráfagas de fusil y tiros de gracia por sus secuestradores durante un fallido operativo de rescate por parte de fuerzas especiales del ejército. Los hechos ocurrieron en el corregimiento de Mandé, del municipio de Urrao, al suroeste de Antioquia, en una zona rural y selvática, limítrofe con el departamento del Chocó. Su diario durante el secuestro, siempre dedicado a su esposa Yolanda Pinto de Gaviria, fue publicado con el nombre de "Diario de un gobernador secuestrado".
Aicardo de Jesús Agudelo , alias 'El Paisa', jefe del Frente 34 de las FARC-EP, fue quien ordenó el secuestro y posterior asesinato del gobernador Gaviria, del exministro Echeverri y de ocho de los once militares que se encontraban secuestrados junto a los políticos en un campamento guerrillero que 'El Paisa' dirigía, en límites de los departamentos de Antioquia y Chocó. El guerrillero había estado preso en la cárcel de Bellavista, en Bello (Antioquia), de 1996 a 1997 por el delito de rebelión. Fue dejado en libertad por ausencia de antecedentes y requerimientos pendientes. El Paisa murió abatido en una operación coordinada entre el ejército y la policía en septiembre de 2008.
En octubre de 2003 su hermano menor, Aníbal Gaviria, fue elegido Gobernador de Antioquia y, en octubre de 2011, alcalde de Medellín, enarbolando las banderas de su movimiento político. Aníbal sería nuevamente elegido gobernador del departamento en 2019.

## Homenajes
El 17 de septiembre del 2004 fue inaugurada en la Plaza de Alpujarra en Medellín la escultura "Homenaje a los doctores Guillermo Gaviria y Gilberto Echeverri" del escultor Colombiano Salvador Arango. La obra, que representa a los mencionados Gaviria y Echeverry, es también un homenaje simbólico a los caídos en el conflicto armado interno de Colombia.
El Puente que une a los departamentos de Santander y Antioquia a través del distrito de Barrancabermeja y el municipio de  Yondó tomó este nombre en su homenaje póstumo.